# Ettore Maserati
Ettore Maserati (1894 - 4 de agosto de 1990) fue un ingeniero automotriz italiano, uno de los cinco hermanos que fundaron la empresa Maserati en Bolonia en 1914.

## Semblanza
Maserati nació en Voghera.

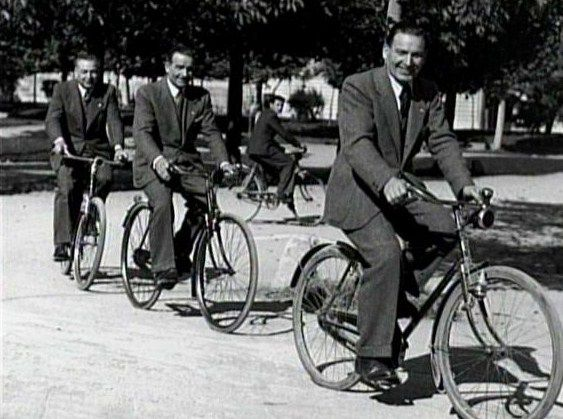
Los hermanos Maserati en bicicleta. De izquierda a derecha: Ettore, Bindo y Ernesto.

Su hermano mayor Carlo Maserati lo incorporó a la empresa fabricante de automóviles Junior en 1908. Después de la muerte de Carlo, su hermano Bindo llevó a Ettore y Alfieri a trabajar para Isotta Fraschini, compañía para la que realizaron una serie de giras de representación por diversos países en los años anteriores a Primera Guerra Mundial. También ocupó un puesto intermedio en Franco Tosi meccanica como ingeniero jefe de motores.
Entre 1914 y 1938 permaneció en Bolonia,  dedicado a los asuntos comerciales de la fábrica de coches de carreras Maserati, que había fundado con sus hermanos. La empresa fue comprada por Adolfo Orsi en 1937, y en 1940, Ettore y sus hermanos Ernesto y Bindo se trasladaron con la empresa a su nueva factoría en Módena. En 1947 fundaron su propia empresa, la O.S.C.A.-Maserati en Bolonia. Se retiró en 1966.